# Apsines (pai de Onésimo)
Apsines foi um sofista romano do final do século III. Era pai de Onésimo e avô de Apsines. Exerceu sua carreira em Atenas e a julgar pelo tempo que seu filho esteve ativo, é quase certo que não deve ser identificado com Apsines de Gadara que lecionou em Atenas sob os imperadores Severo Alexandre (r. 222–235), Maximino Trácio (r. 235–238) e Filipe, o Árabe (r. 244–249).